# カストラート (映画)
『カストラート』（伊Farinelli Il Castrato, 英Farinelli）は、実在したバロック時代のカストラート歌手 ファリネッリの生涯を描いた伝記映画である。1994年製作。イタリア、ベルギー、フランス合作。ジェラール・コルビオ監督。

## ストーリー
カルロ・ブロスキは10歳の時に落馬事故で去勢された。8歳年上の兄リカルドは弟の優れた音楽の才能に驚き、以来、兄が曲を書いて弟が歌うという関係が続いていた。英国宮廷の作曲家ヘンデルはナポリの街頭で歌うカルロの声を聴いて驚嘆し、ロンドンに来るよう誘う。だが兄も一緒にという申し出は聞き入れられず、リカルドは契約を結ばせなかった。12年後、30歳となりファリネッリと名乗ったカルロはあらゆる場所で歌い、その超絶的な声の魅力は女たちを熱狂的させた。演奏旅行では弟が誘惑し悦びを与え、兄が種をまいて、2人で女を抱いた。ドレスデンでファリネッリは、アレクサンドラという若い女から、貴族オペラ座の窮状を救ってほしいと依頼され、兄とともにロンドンへ向かう。貴族オペラ座では、数か月前からファリネッリの師であるポルポラが、対立するコヴェント・ガーデン劇場の音楽監督を務めるヘンデルと競い合っていた。ファリネッリは貴族オペラの有力なメセナ（庇護者）であるマーガレット・ハンターと出会い、彼女の姪であるアレクサンドラに情熱的な愛を注ぐ。聴衆はファリネッリの声に熱狂し、貴族オペラ座の盛況ぶりとは裏腹に、コヴェント・ガーデン劇場は閑古鳥が鳴いた。だが、一方では兄の書いた凡庸なオペラでは弟は満足しなくなっていた。そのジレンマを感じ取ったアレクサンドラはヘンデルの楽譜を盗み出し、ファリネッリはそのアリアを歌うことを決意した。それは長年の兄弟の関係の終焉でもあった。リカルドは弟の心と自分のプライドを取り戻すため、未完のオペラの完成を決心する。貴族オペラの初日、ヘンデルは盗まれた楽譜を間違いなく歌えるものかとファリネッリを挑発し、さらに彼を動揺させるため、彼の去勢が事故ではなく兄の策略だったことを告げた。しかしファリネッリは絶望の淵から見事に歌いこなした。ヘンデルもその衝撃的な感動に浸って自身の負けを悟る。彼は2度とオペラを書くことはなく、ファリネッリも二度と舞台に立たなかった。3年後、スペイン国王フェリペ5世のためだけに歌うことを決意したファリネッリは、少しずつ心の安らぎを見いだしていた。そこへリカルドがついに書き上げたオペラ『オルフェオ』を携えて現れた。だが、弟は兄を許すことができず、リカルドは自殺を図った。アレクサンドラの愛がそんな兄弟愛を蘇らせた。彼らはかつてのように、ひとりの女性を愛し合った。数か月後、リカルドは弟と最後の共作の成果＝アレクサンドラの身籠もった子供を残して宮廷を去った。

## 出演
- ファリネッリ（カルロ・ブロスキ） - ステファノ・ディオニジ： カストラートとして人気の歌手。
- リカルド・ブロスキ - エンリコ・ロー・ヴェルソ： ファリネッリの兄。作曲家。
- アレクサンドラ・レリス - エルザ・ジルベルスタイン： ファリネッリと愛し合うようになる女性。
- マーガレット・ハンター - カロリーヌ・セリエ： 「貴族オペラ」のパトロン。アレクサンドラは姪。
- ベネディクト - ルノー・デュ・プルー・ドゥ・サン・ロマン： マーガレットの息子。難病を患っている。
- ゲオルク・フリードリヒ・ヘンデル - ジェローン・クラッベ： 高名な作曲家。コヴェント・ガーデン劇場の音楽監督。
- ニコラ・ポルポラ - オメロ・アントヌッティ： ファリネッリの師。「貴族オペラ」を任され、ヘンデルと競い合う。

## 音響技術
この映画の製作には、フランスの電子音楽研究機関であるIRCAMが技術面で多大に貢献している。
映画なので主役ファリネッリの演技は役者が口パクをしたものを撮影し、裏で本職の歌手が声を当てるのだが、本物のファリネッリがレパートリーとしていた曲は、現在のカウンターテナーには声の高さと声質の問題で歌えない。そこでその歌を2分割して、高音域は女声のソプラノ歌手、低音域は男声のカウンターテナーが担当して、2パート分の録音を用意した。その後IRCAMが音声変換を担当して、女声ソプラノの部分の音声フォルマントを男声歌手の声質に近づけ、映画の画面と合成した。これによって映画では、あたかも男の声で超高音域が歌われているかのように聞くことができる。
IRCAMでは、このとき音声変換に使われたコンピュータを同じく "Farinelli" と名付けた。現在はもはや稼動してはいないが、IRCAMの歴史を担った名機として保管されている。

## 史実との違い
劇中の去勢シーンでは切除された後にミルクの風呂に浸かっているが、本来カストラートは去勢する前にミルクの風呂に入って体を柔らかくしたうえでの切除なため順序が異なる。

## 映画賞
- 第52回ゴールデングローブ賞（1994年度）外国語映画賞